# Luis de Cancer
Fray Luis de Cancer, O.P —a veces llamado también de Barbastro— (Barbastro, Aragón - Tampa, Florida, 26 de junio de 1549) fue un misionero dominico que participó en la evangelización del Nuevo Mundo en el siglo XVI. Tomó una aproximación no violenta a la predicación entre los nativos americanos, logrando éxitos en el Caribe y Guatemala. En 1549 continuó su trabajo en Florida, área previamente visitada por exploradores, hallando la muerte en la bahía de Tampa. Tras su muerte fue reconocido como mártir por la Iglesia católica.

## Primeros años
Miembro de la Orden de Predicadores, fue enviado como muchos de sus compañeros al Nuevo Mundo a predicar el Evangelio. Llegó en 1518 y tuvo éxito entre los nativos de Puerto Rico y La Española. Tras ello, se aventuró en el continente, destacando en Guatemala. Fue discípulo de Bartolomé de las Casas y tuvo tal éxito que una provincia originalmente llena de belicosos nativos fue llamada "Provincia de la Paz Verdadera". 

### Los dominicos en las Verapaces

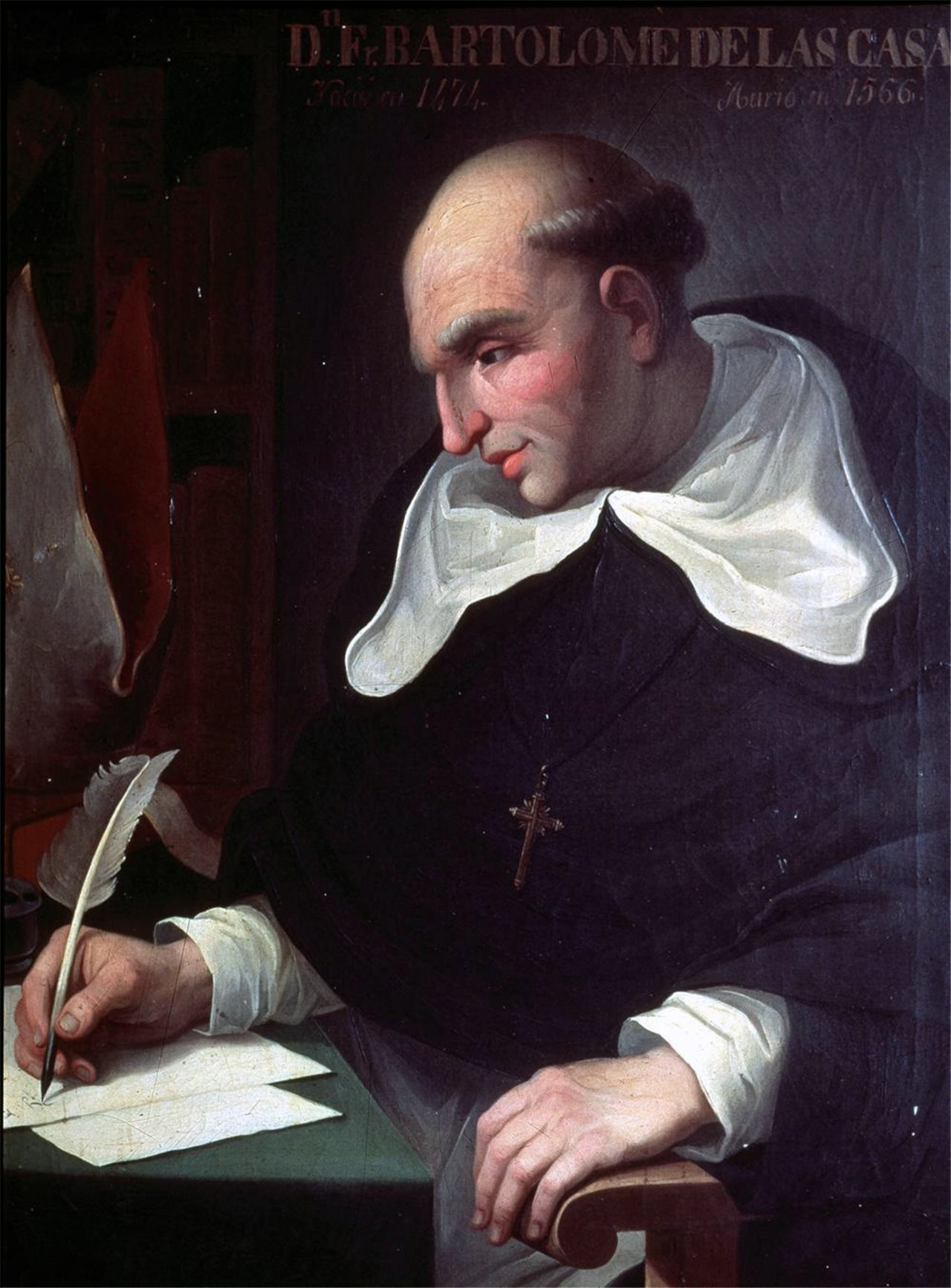
El dominico fray Bartolomé de las Casas, quien junto a los frailes Rodrigo de Landa, Pedro de Angulo y Luis de Cáncer iniciaron la catequización de las Verapaces en 1542.

En noviembre de 1536, el fraile dominico Bartolomé de las Casas se instaló en Santiago de Guatemala. Meses después el obispo Juan Garcés, que era amigo suyo, le invitó a trasladarse a Tlascala. Posteriormente, volvió a trasladarse a Guatemala. El 2 de mayo de 1537 consiguió del gobernador licenciado Don Alfonso de Maldonado un compromiso escrito ratificado el 6 de julio de 1539 por el Virrey de México Don Antonio de Mendoza, que los nativos de Tuzulutlán, cuando fueran conquistados, no serían dados en encomienda sino que serían vasallos de la Corona. Las Casas, junto con otros frailes como Pedro de Angulo y Rodrigo de Ladrada, buscó a cuatro indios cristianos y les enseñó cánticos cristianos donde se explicaban cuestiones básicas del Evangelio. Posteriormente encabezó una comitiva que trajo pequeños regalos a los indios (tijeras, cascabeles, peines, espejos, collares de cuentas de vidrio...) e impresionó al cacique, que decidió convertirse al cristianismo y ser predicador de sus vasallos. El cacique se bautizó con el nombre de Juan. Los nativos consintieron la construcción de una iglesia pero otro cacique llamado Cobán quemó la iglesia. Juan, con 60 hombres, acompañado de Las Casas y Pedro de Angulo, fueron a hablar con los indios de Cobán y les convencieron de sus buenas intenciones.
Las Casas, fray Luis de Cáncer, fray Rodrigo de Ladrada y fray Pedro de Angulo tomaron parte en el proyecto de reducción y pacificación, pero fue Luis de Cáncer quien fue recibido por el cacique de Sacapulas logrando realizar los primeros bautizos de los habitantes. El cacique «Don Juan» tomó la iniciativa de casar a una de sus hijas con un principal del pueblo de Cobán bajo la religión católica.
Las Casas y Angulo fundaron el pueblo de Rabinal, y Cobán fue la cabecera de la doctrina católica. Tras dos años de esfuerzo el sistema de reducción comenzó a tener un éxito relativo, pues los indígenas se trasladaron a terrenos más accesibles y se fundaron localidades al modo español. El nombre de «Tierra de Guerra» fue sustituido por el de «Vera Paz» (verdadera paz), denominación que se hizo oficial en 1547.

## Actividad en Florida
Tras sus éxitos misioneros en Guatemala, Cáncer propuso una misión pacífica a Florida. La península había sido descrita por Pánfilo Narváez y Hernando de Soto como muy hostil y Cáncer arguyó que la violencia solo supondría mayor rechazo. En 1547 el rey Carlos I aprobó la misión. Sin embargo, el decreto real establecía como tierras para la misión la costa este, lo que evitaba las tierras más hsotiles del sur de Florida y el golfo de México, que era lo hasta entonces visitado por conquistadores.
Cáncer reclutó a los dominicos Gregorio de Beteta, Diego de Tolosa, Juan García y otro conocido por hermano Fuentes. Tras dejar Veracruz, alcanzaron La Habana en 1549. Ahí, tomaron a una aborigen conversa, «Magdalena», como intérprete altamente recomendada. Partieron para Florida en una carabela capitaneada por Juan de Arena. A pesar de los avisos sobre la costa del Golfo, Arena los llevó al sur de la bahía de Tampa, apenas unos kilómetros de los lugares de desembarco de expediciones previas. Ahí se toparon con un grupo de nativos, aparentemente pacíficos y receptivos, que les hablaron de los grandes poblados de los jefes Tocobaga alrededor de la bahía. Percibiendo buena fe, la expedición se dividió: Magdalena, Diego de Tolosa, el hermano Fuentes y un marinero cuyo nombre no se ha conservado siguieron a los indígenas en un viaje de medio día por tierra y Cáncer volvió a la carabela para reunirse con ellos ahí.
La carabela llegó a la bahía de Tampa el 23 de junio de 1549 y solamente encontró a Magdalena y uno grupo de indios. Magdalena, ahora «muy cambiada» vestía ropas indias y le dijo a Cáncer que había convencido al jefe local de que los frailes eran pacíficos y que los españoles eran ahora sus huéspedes. Cáncer y los otros volvieron a la carabela esa tarde, donde encontraron a Juan Munos, un marinero que había sido esclavizado por los indios hace años y había logrado fugarse. Munos dijo que Tocobaga había matado a los frailes y esclavizado al marinero. Beteta y García querían huir y navegar hacia la costa este, pero Cáncer se negó a dejar una tierra «bendita por la sangre de la vida» de sus compatriotas. Al día siguiente, los tres hombres remaron hasta la costa, donde vieron a un grupo de indios hostiles. Cáncer dejó el bote y vadeó hacia la orilla donde fue capturado y apaleado hasta la muerte.

## Reconocimiento moderno
Aunque no es un santo, es reconocido como un protomártir en Florida y parte de los Mártires de Florida. En 1860, el obispo Augustin Verot llamó a la primera parroquia en el Área de la Bahía de Tampa como Iglesia de San Luis en su honor. De la misma manera, en 1918, una semejanza del fraile fue instalada en las vidrieras de la Iglesia de San Vicente Ferrer de Nueva York, que estaba regida por los dominicos. En 1998, la diócesis de San Petersburgo estableció el Premio Luis de Cáncer para el sacerdocio distinguido, para premiar a quienes ejemplifican el altruismo y el servicio a la gente de dios. La iglesia del Espíritu Santo de Safety Harbor, que se encuentra en las proximidades del lugar de su muerte, también tiene una vidriera representativa de su martirio. En 2011, la diócesis colocó una señal de patrimonio católico en la entrada de la iglesia en reconocimiento al esfuerzo de misioneros católicos en la bahía de Tampa, entre los que se destacaba Luis de Cáncer.